# Jan Paweł Lenga
Jan Paweł Lenga (Horodok, 28 marzo 1950) è un arcivescovo cattolico e missionario polacco, dal 5 febbraio 2011 vescovo emerito di Karaganda.

## Biografia
Jan Paweł Lenga è nato a Horodok, oggi nell'oblast' di Chmel'nyc'kyj in Ucraina, il 28 marzo 1950 in una famiglia di origini polacche.

### Formazione e ministero sacerdotale
Nel 1974, sentendosi chiamato al sacerdozio, si è trasferito in Lettonia. Lì ha lavorato come operaio nelle ferrovie e una volta alla settimana si recava in una casa della Congregazione dei chierici mariani per il periodo di noviziato. In seguito si è trasferito a Kaunas, in Lituania, dove si trovava uno dei due seminari di tutta l'Unione Sovietica. Durante il suo soggiorno a Kaunas ha lavorato in un museo locale.
Il 28 maggio 1980 è stato ordinato presbitero in segreto da monsignor Vincentas Sladkevičius, amministratore apostolico di Kaišiadorys. Nel settembre successivo i suoi superiori lo hanno inviato in Tagikistan. L'anno successivo il KGB gli ha ordinato di lasciare la zona. È stato quindi trasferito a Taiynsha, in Kazakistan, dove ha svolto il suo ministero pastorale per dieci anni.

### Ministero episcopale
Il 13 aprile 1991 papa Giovanni Paolo II lo ha nominato amministratore apostolico di Karaganda dei Latini e vescovo titolare di Arbe. Ha ricevuto l'ordinazione episcopale il 28 maggio successivo dall'arcivescovo Francesco Colasuonno, delegato apostolico nella Federazione Russa, co-consacranti il vescovo di Kam"janec'-Podil's'kyj Jan Olszanski e l'amministratore apostolico di Mosca Tadeusz Kondrusiewicz.
Il 7 luglio 1999 lo stesso papa Giovanni Paolo II ha elevato l'amministrazione apostolica a diocesi e lo ha nominato suo primo vescovo.
Il 17 maggio 2003 papa Giovanni Paolo II lo ha elevato alla dignità arciepiscopale.
Nel settembre del 2008 ha compiuto la visita ad limina.
Il 5 febbraio 2011 papa Benedetto XVI ha accettato la sua rinuncia al governo pastorale della diocesi. In seguito ha lasciato il Kazakistan e si è stabilito in Polonia, nella casa dei sacerdoti mariani di Licheń Stary.
Il 12 dicembre 2018 ha presentato in anteprima il suo libro Przerywam zmowę milczenia. O kryzysie w Kościele, herezji, apostazji i grzechach zaniedbania ("Rompo la collusione del silenzio. Sulla crisi nella Chiesa, eresia, apostasia e peccati di apostasia").
Nel settembre del 2019, Zbigniew Nosowski, direttore del trimestrale cattolico Więź, considerando che l'arcivescovo Lenga notoriamente insulta pubblicamente papa Francesco, ha inviato una lettera alla nunziatura apostolica a Varsavia "con la richiesta di chiarire lo status canonico e il futuro del vescovo cattolico che non menziona nella liturgia il nome del papa in carica e afferma pubblicamente che considera il presente vescovo di Roma un usurpatore ed eretico".
Nel gennaio del 2020 il portavoce della Conferenza episcopale della Polonia ha rilasciato una dichiarazione nella quale confermava che l'arcivescovo Lenga non è membro dell'episcopato polacco ed esprimeva rammarico per sue esternazioni sui mezzi di comunicazione che generano confusione tra i fedeli.
Nel 2020 il vescovo di Włocławek Wiesław Alojzy Mering lo ha invitato ad astenersi dal predicare, presiedere pubblicamente la liturgia e parlare con i mezzi di comunicazione. Per molti commentatori e editorialisti (tra cui Tomasz Terlikowski, padre Tadeusz Isakowicz-Zaleski e Krystian Kratiuk) questa decisione è illegale, perché l'arcivescovo dipende canonicamente solo dalla Santa Sede e il divieto stesso vale solo nel territorio della diocesi di Włocławek.

## Opere
- Przerywam zmowę milczenia. O kryzysie w Kościele, herezji, apostazji i grzechach zaniedbania, Warszawa, Wydawnictwo św. Tomasza z Akwinu, 2018, ISBN 978-83-86535-82-8.

## Genealogia episcopale
La genealogia episcopale è:
- Cardinale Scipione Rebiba
- Cardinale Giulio Antonio Santori
- Cardinale Girolamo Bernerio, O.P.
- Arcivescovo Galeazzo Sanvitale
- Cardinale Ludovico Ludovisi
- Cardinale Luigi Caetani
- Cardinale Ulderico Carpegna
- Cardinale Paluzzo Paluzzi Altieri degli Albertoni
- Papa Benedetto XIII
- Papa Benedetto XIV
- Papa Clemente XIII
- Cardinale Marcantonio Colonna
- Cardinale Giacinto Sigismondo Gerdil, B.
- Cardinale Giulio Maria della Somaglia
- Cardinale Carlo Odescalchi, S.I.
- Cardinale Costantino Patrizi Naro
- Cardinale Lucido Maria Parocchi
- Papa Pio X
- Papa Benedetto XV
- Papa Pio XII
- Cardinale Carlo Confalonieri
- Cardinale Corrado Ursi
- Cardinale Francesco Colasuonno
- Arcivescovo Jan Paweł Lenga, M.I.C.